# Melchior Schärer
Melchior Schaerer, auch Schärer, Scherer (* 17. November 1563 in Stuttgart; † 1. Juli 1624 in Menzingen) war ein deutscher Pfarrer, Komponist und Kalendermacher.

## Leben
Über Schaerers Jugend und Ausbildung ist nichts bekannt, bis er sich am 7. August 1578 in Tübingen immatrikuliert, dem für einen angehenden lutherischen Geistlichen aus Stuttgart logischen Studienort. Dort erreicht er bereits am 8. April 1579 den Grad eines Baccalaureus. Danach wird das Studium in Tübingen durch ein Stipendiat an der Klosterschule Adelberg unterbrochen.
Im Juli 1585 trat Melchior Schaerer seine erste Stelle an, er wurde Diakon in Löchgau, südwestlich von Heilbronn. Bereits zu Beginn seiner Zeit in Löchgau heiratete Melchior Schaerer am 25. April 1585 in Stuttgart Martha Fabri, geborene Mögling. Martha, geboren 1553, war zehn Jahre älter als Schaerer und entstammte einer sehr gebildeten Familie. Kinder des Paares Schärer-Mögling werden in der Leichpredigt der Ehefrau nicht erwähnt, wohl aber zwei Söhne aus Martha Möglings erster Ehe mit dem Pfarrer Tobias Fabri, die jedoch 1585 beide starben. Schärer hat somit wohl keine leiblichen Kinder gehabt, denn er heiratete zwar später erneut (von seiner zweiten Ehefrau ist nur der Vorname Maria bekannt) Kinder sind jedoch nicht überliefert.
Am 25. Januar 1591 wurde Schaerer der Bürgerschaft in Widdern offiziell als neuer Pfarrer vorgestellt. Laut der Kirchenvisitationsprotokolle, die sich ab 1601 erhalten haben, führte Schaerer danach „ein fein still eingezogen erbar nichtern und messig Leben“ und bekam ein „bey meniglich ein sehr gutt testimonium“.
Schaerers letzte Station als Pfarrer war Menzingen, dort war er von 1605 an bis zu seinem Tod am 1. Juli 1624 tätig.

## Wirken

### Musik
Schaerer ist heute zum einen vor allem als Komponist in Erinnerung geblieben. Sein Hauptwerk, das bis heute gedruckt wird, ist ein dreibändiges Gesangbuch für 3-stimmige Lieder. Dabei sind die ersten beiden Bände ausschließlich geistlichen Liedern gewidmet, Schaerer arrangierte u. a. mit Gelobet seist du, Jesu Christ auch einen Text Martin Luthers für dreistimmige Chöre. Der dritte Band enthält auch weltliche Lieder.

### Astronomie und Astrologie
Daneben ist Schaerer aber auch als Astronom und Astrologe bekannt. Schaerer hat nach einiger Aussage um die Mitte der 1580er Jahre begonnen, sich mit Astronomie und Astrologie zu beschäftigen, unter anderem erwähnt er in einem Brief an und in einem Brief aus dem Jahr 1596 an den bekannten Tübinger Professor für Mathematik und Astronomie Michael Maestlin erwähnt er, dass er seit mehr als einem Jahrzehnt astrologische Jahresvorschauen, nicht nur für sich, sondern auch für wichtige Persönlichkeiten in seiner Umgebung (vermutlich die lokalen Adligen) verfasse. Der erste konkrete erhaltene Beleg für Schaerers Interesse an der Astrologie ist ein Brief an Johannes Kepler vom 27. Januar 1593, der leider nur fragmentarisch erhalten geblieben ist. Zwischen 1596 und 1626 ließ Schaerer zahlreiche Prognostica und Schreibkalender im Druck erscheinen, wobei die letzten nach seinem Tode erschienen und wohl von jemand anderem unter seinem Namen veröffentlicht wurden.
In den Vorreden zu seinen Prognostica setzt sich Schaerer dabei verschiedentlich scharf gegen Kritiker der Astrologie zur Wehr. Aufgrund eines privaten Gesprächs, das er mit Schaerer in Menzingen zu diesem Thema geführt hatte, bezog der badisch-durlachische Leib-Medikus Philipp Fesel diese Kritik auf sich und wehrte 1610 sich durch die Herausgabe einer Schrift, die die Astrologie in Bausch und Bogen verwarf. Worauf dann wiederum Johannes Kepler mit seiner Schrift Tertius Interveniens reagierte und die Astrologie verteidigte. 1611 veröffentlichte Schaerer aber auch eine eigene Verteidigungsschrift.

## Werke/Schriften
- Gesang mit dreyen Stimmen. Tertia Vox 3, 3 Bände, Nürnberg 1602. Katalogeinträge bei der SUB Hamburg.
- Verantwortung und Rettung der Argumenten und Ursachen/ welche M. Melchior Sche̜rer/ in den Vorreden seiner zweyen Prognosticorum verschiener 1608. und 1609. Jahren/ zur Behauptung/ daß die himlische Liechter und Sternen/ so wol als alle andere Creaturen/ ihre besondere von Gott eingepflantzte Eygenschafften/ Kräfften und Wirckungen haben/ [et]c. die sie duch ihren Lauff und schein in diese untere Welt exerirn und außgiessen/ eingeführet : Wider Den Hochgelehrten Herrn Philippum Feselium, ... Welcher in seinem übel gegründten Discurs von der Astrologia Iudiciaria, so er ... vergangen 1609. Jahrs HerbstMeß in öffentlichen Druck außgesprengt/ solches rund verläugnet/ und hiemit auch die wahre sobriam Astrologiam ... zu boden zu stossen vermeynet. Nürnberg 1611. Digital abrufbar bei der UB Erlangen-Nürnberg.